# Nightlife (2020)
Nightlife ist eine im Sommer 2019 entstandene deutsche Filmkomödie von Simon Verhoeven mit Elyas M’Barek, Palina Rojinski und Frederick Lau in den Hauptrollen. Die Uraufführung war am 4. Februar 2020 in Berlins Zoo Palast, deutschlandweit kam er  am 13. Februar 2020 im Verleih von Warner Bros. Pictures in die Kinos.

## Handlung
Im Zentrum des Geschehens stehen die beiden Freunde Milo und Renzo und das zumeist nächtliche Berlin. Der junge Milo arbeitet als Barkeeper, der die Nacht zum Tage macht und am nächsten Morgen oft an der Seite einer ihm fremden Frau aufwacht. Milo weiß, dass es so nicht weitergehen kann und beginnt, sich, nachdem er beim Blick aus dem Fenster bei Tageslicht ganz normale Menschen ihrem Tagwerk nachgehen sieht, nach einem „normaleren“, einem „seriösen“ Leben mit Ehefrau und Kindern zu sehnen. Dies wäre schon möglich, wäre Milos bester Kumpel Renzo nicht ein Chaot, der sich durch sein Handeln regelmäßig Ärger einbrockt. Auch die Bank, die Milos seriöse Lebenspläne verwirklichen soll, stellt sich quer, auch wenn sich der etwas verschrobene Banker Heiko für Milo einsetzt. Angesichts seines Kumpels in Not ergreift Renzo nunmehr die Initiative und beschwört damit beinahe eine Katastrophe herauf.
Renzo nimmt die Sache auf seine ganz persönliche Weise in die Hand und lässt sich – mal wieder – auf eine krumme Sache ein, bei der prompt drei Kilo Kokain verloren gehen. Plötzlich hat er die halbe Berliner Unterwelt im Nacken. Milo lernt eines Abends auch noch zur Unzeit die rothaarige Musikmanagerin Sunny kennen und verliebt sich Hals über Kopf in die junge Frau. Sie wäre vielleicht die Richtige fürs Leben für ihn, nur leider plant Sunny, demnächst in die Vereinigten Staaten auszuwandern, um in Atlanta einen neuen und interessanten Job bei einem Plattenlabel anzutreten. Um doch noch seine Chancen bei ihr auszuloten, plant Milo am selben Abend beider Kennenlernens ein Date. Doch dieses geplante romantische Abendessen nimmt eine völlig unerwartete Wendung, denn der gehetzte Kumpel Renzo platzt hinein und erklärt Milo, dass ihm gefährliche Gangster auf den Fersen sind. Nun überschlagen sich die Ereignisse und eine turbulente Jagd durch das nächtliche Berlin beginnt.
Hinter Renzo stürmen drei russische Bandenmitglieder hinterher, die als Tarnung ein Kinderparadies mit Hüpfburgen betreiben. Da Renzo sich auf dem Dach gegenüber versteckt, bedrohen sie Milo und fordern von ihm, die drei Packungen Kokain oder etwas von selber Wertigkeit zu beschaffen.
Renzo möchte die Bande um Kempa beklauen, die in einem Seehaus drei Packungen Kokain versteckt hat. Dabei werden sie allerdings verfolgt, aber können entfliehen. Milo setzt Renzo beim Spieleabend des Bankberaters Heiko ab, damit er sich ungestört mit Sunny im Restaurant Bi Ngo treffen kann.
Derweil setzt Kempa ein Lösegeld auf die beiden aus, wovon Milo erfährt und mit Sunny fliehen möchte. Sie tauchen bei Heikos Spieleabend unter, werden von Kempas Bande verfolgt, wobei Heikos Freunde die Bande überwältigen und vom Balkon werfen.
Milo, Renzo und Sunny fliehen durch das Berliner Nachtleben hindurch und finden dabei den Sportwagen von Sunnys Exfreund, der 150.000 € Wert ist, der Betrag, den sie der Russenbande schulden. Sie stehlen den Wagen und bringen ihn zu der Russenbande im Kinderparadies. Dort trifft auch Kempa ein, der den Sportwagen als Wiedergutmachung für sein gestohlenes Kokain erhält. Milo und Renzo erhalten noch bis Ende des Monats Zeit, das Kokain wiederzubeschaffen (wobei schon der 28. verstrichen sei). Unterwegs findet Milo den Transporter, mit dem Renzo das Kokain transportieren sollte, unversehrt wieder, wo Renzo diesen abgestellt ließ: Renzo vergaß den Abstellort.
Milo trifft Sunny im Tanzlokal ihres Vaters, Maratonga, wieder, bevor sie nach Atlanta fliegt. Sie empfiehlt ihm, Pläne für die Abendgestaltung des Maratongas zu gestalten, bis sie aus Atlanta zurück sei. In der Abschlussszene tanzen alle Darsteller gemeinsam abends im Maratonga.

## Produktionsnotizen
Die 40 Tage und Nächte umfassenden Dreharbeiten zu Nightlife fanden zwischen dem 18. Juni und dem 8. August 2019 statt. Gedreht wurde zum großen Teil an Berliner Originalschauplätzen.
Seit Männerherzen im Jahr 2009 ist dies bereits der fünfte gemeinsame Kinofilm von Regisseur Simon Verhoeven mit den Produzenten Quirin Berg und Max Wiedemann im Verleih von Warner Bros. Pictures.
Tommy Stark und Christian Pralle gestalteten die Filmbauten, Silke Faber die Kostüme.
Das Projekt wurde vom Medienboard Berlin-Brandenburg, der Filmförderungsanstalt (FFA) und dem FilmFernsehFonds Bayern gefördert.

## Rezeption

### Kritiken
Auf Blick.de ist zu lesen, der Film sei „ein amüsantes Stück Popcorn-Kino, das sich selbst nicht zu ernst nimmt und bis in die Nebenrollen hervorragend besetzt ist“. Außerdem wurden vor allem die Nebenfiguren und Gastauftritte gelobt, „die zwar hemmungslos überzeichnet sind, aber trotzdem viel Spaß machen“.
Die Berliner Morgenpost sah in Verhoevens Film eine „Liebeserklärung an die Berliner Nacht“.
Der Filmspiegel Essen fand, Regisseur Verhoeven mische „moderne Romantikkomödie mit rasantem Krimi zu einem gutgelaunten Spaß fürs ganz große Publikum“.
BILD beschrieb den Film als „eine Liebes-Buddy-Komödie mit Lach-Garantie“.
TV Movie bezeichnete den Film als „vergnügliche Mischung aus moderner Romantikkomödie und rasantem Krimi“.
Der Tagesspiegel schrieb: „Simon Verhoeven verbindet die Ansprüche des Mainstreamkinos nach Vertrautheit – populäre Besetzung, übersichtliche Handlungsstruktur – mit einer Portion Anarchie. Humor ist bei Verhoeven immer eine Frage der Details. Vor allem aber definiert sich sein Komödiengespür durch seinen liebevollen Blick auf durch und durch fehlbare Figuren. Hinter dem schrillen Komödienfeuerwerk schlägt das große Herz eines humorvollen Humanisten. Sehenswert.“
Die Frankfurter Allgemeine Sonntagszeitung erklärte in ihrer Kritik zum Film: „Nur mit Charakterkomik kommt man aber meist nicht weit, es kommt drauf an, dass das innere Federwerk des Genres gut gespannt ist. (…) Komödien erzählen von einer Überlastung, für die es Erleichterung um den Preis der Lächerlichkeit gibt. Davon weiß „Nightlife“ genug, um sich angesichts des anspruchsvollsten aller Genres nicht zu blamieren.“
Die Filmwebsite Filmstarts.de bewertete: „Ein spaßiger Ausflug ins Nachtleben – ganz ohne Kater!“
Die Filmzeitschrift Cinema fand, „Verhoeven verbindet Slapstickszenen mit Wortwitz und Situationskomik“. Als einer der Höhepunkte wurde der Spieleabend gelobt, „der auf makabre Weise eskaliert. Dass die Story so gut funktioniert, liegt nicht nur an den irrwitzigen Verwicklungen und den pointiert geschriebenen Dialogen, sondern vor allem am präzisen Timing der Darsteller.“
Die Branchen-Website Quotenmeter.de schrieb über Nightlife: „Je enger Verhoeven die zunächst parallel und später immer dichter zueinander verlaufenden Handlungsfäden ineinander verwebt, desto besser funktioniert der Film. Hier hat jedes Handlungsdetail Platz und Funktion.“
KinoKino gelangte zum Fazit: „Simon Verhoeven versteht es, zwischendurch das Tempo zu drosseln. Der romantische Teil der Komödie funktioniert – aber es geht auch krawallig zur Sache. (…) Beim Gangsterkomödien-Teil von „Nightlife“ verliert sich der Film, wird etwas konfus, obwohl die Gag-Dichte hoch ist.“
Der Kölner Stadt-Anzeiger bewertete den Film als „gelungene Mainstream-Komödie mit Sinn fürs komische Detail und einem großen Herzen für ihre fehlbaren Figuren“.

### Einspielergebnis
Nightlife startete am 13. Februar 2020 in den deutschen Kinos. Mit einem Einspielergebnis von knapp 3,2 Mio. Euro an seinem ersten Vorführwochenende war der Film der umsatzstärkste Titel in den deutschen Kinocharts. Nach 3 Wochen und als erster deutscher Film 2020 mit über einer Million Besuchern endete die Kinoauswertung abrupt, als wegen der Coronakrise alle Kinos in Deutschland vorerst geschlossen wurden. In der Zeit während des von Staat und Ländern empfohlenen Social Distancings, in der nur Autokinos geöffnet bleiben durften, belegte Nightlife mit 66.000 Zuschauern Platz 1 der sogenannten „Lockdown-Charts“ vor Das perfekte Geheimnis und Die Känguru-Chroniken. Insgesamt zählte der Film fast 1,3 Millionen Kinobesucher und wurde damit als einziger heimischer Besuchermilionär zum erfolgreichsten deutschen Film des Jahres.

## Auszeichnungen
- Romy – (2020) Bestes Drehbuch (Kino)[22]
- Monte-Carlo Film Festival de la Comédie - (2020) Bester Film[23]
- Monte-Carlo Film Festival – (2020) Beste Regie
- Monte-Carlo Film Festival – (2020) Publikumspreis
- Monte-Carlo Film Festival – (2020) Lobende Erwähnung für das Schauspieler-Ensemble
- Ernst-Lubitsch-Preis – (2021) für Simon Verhoeven[24]
- Deutscher Filmpreis – (2021) Besucherstärkster Film[25]